# Jüchnitz
Die Jüchnitz ist ein knapp fünf Kilometer langer Nebenfluss der Zahmen Gera im Thüringer Wald westlich von Ilmenau. 
Die Jüchnitz entspringt in einem Feuchtgebiet am Mönchhof (Ausflugsgaststätte) etwa 3 km Luftlinie östlich von Gehlberg unterhalb der Salzmannstraße in etwa 750 Metern Höhe. Ihr Tal, der Jüchnitzgrund, führt in nördlicher Richtung vorbei am Jüchnitzteich zwischen Mittelberg im Westen und Hoher Warte im Osten ins Geraberger Kirchenholz.  Die Jüchnitz mündet von rechts bei der Braunsteinmühle Arlesberg in die Zahme Gera ein.
Der Jüchnitzgrund ist ein einstiges Bergbaugebiet, hier wurden früher Braunsteine gefördert, dieses Mineral wurde in der Braunsteinmühle in Arlesberg aufbereitet. Heute ist die Mühle als Technisches Denkmal mit Café zugänglich.
Die bewaldeten Steilhänge des Jüchnitztales gelten als bergschadensgefährdetes Gebiet, beim Betreten des Tales ist daher auf Warntafeln  zu achten.
Im unteren Talabschnitt liegt bei der ehemaligen Schachtanlage Morgenstern das Schullandheim von  Geraberg, Ortsteil der Landgemeinde Geratal.
Durch das Tal von der Mündung bis zur Quelle führt der beschilderte und mit zahlreichen Informationstafel bestückte Braunsteinweg. 
Der Fluss wird als Godenitz im Jahr 1221 erstmals schriftlich erwähnt.